# Aristida nicorae
Aristida nicorae är en gräsart som beskrevs av Sulekic. Aristida nicorae ingår i släktet Aristida och familjen gräs. Inga underarter finns listade i Catalogue of Life.